# Saccoglossum takeuchii
Saccoglossum takeuchii là một loài thực vật có hoa trong họ Lan. Loài này được Howcroft mô tả khoa học đầu tiên năm 2001.